# Brent (olie)
Brentolie of Brent is een benchmark voor aardolie, een oliesoort die in de internationale oliehandel wordt gebruikt om olie met verschillende eigenschappen te classificeren. Iedere oliesoort heeft zijn eigen prijs.
De naam is afgeleid van de soort olie uit het Brentveld in de Noordzee. Dit olieveld van Royal Dutch Shell was ooit een van de productiefste olievelden van het Verenigd Koninkrijk, het werd in 2017 gesloten omdat het uitgeput was.
Aardolie uit Europa, Afrika en het Midden-Oosten wordt geprijsd op basis van de kwaliteit van Brentolie. Andere klassen olie zijn de OPEC Reference Basket, Dubai Crude en West Texas Intermediate (WTI).

## Brentolieveld
De Brentveld ligt op 186 km ten noordoosten van Lerwick, Schotland. Het is ontdekt in 1971 en de eerste tanker werd geladen in 1975.

## Handel
Het symbool voor Brentolie is LCO. Vroeger werd het verhandeld op de open-outcry (vloerhandel) International Petroleum Exchange in London. Sinds 2005 wordt het echter verhandeld via de elektronische Intercontinental Exchange (ICE). Eén contract vertegenwoordigt 1.000 vaten (160 m³). De contracten worden verhandeld in Amerikaanse dollars. Er kan ook via allerlei afgeleide producten indirect in oliecontracten gehandeld worden, bijvoorbeeld via een ETFS (tracker).